# Circonscription de sécurité publique de Marseille
La circonscription de sécurité publique de Marseille comprend les communes de Marseille, Allauch et Plan-de-Cuques.
 (13 juin 2023).
En 2008 avec 94 409 faits de délinquance constatés, représentant 114,04 faits pour 1000 habitants (quasiment le double de la moyenne nationale), elle se classe au 13e rang en ce qui concerne le taux de criminalité des quelque 400 circonscriptions métropolitaines de sécurité civile. 
Il faut noter qu'il s'agit de délinquance « constatée ». On ignore combien de personnes cambriolées, volées ou agressées ne l'ont déclaré ni à la police ni à leur assureur.
D'après le tableau ci-dessous on peut constater que les vols avec violence (en particulier contre les femmes) ainsi que les vols à la tire sont de très loin supérieurs à la moyenne nationale mais qu'au contraire le nombre des homicides et des vols à main armée est inférieur à la moyenne nationale. 
| Type de fait de délinquance                                                         | Faits Marseille | % du total des faits recensés à Marseille | Faits Métropole | % du total des faits recensés en métropole | % du total national |
| ----------------------------------------------------------------------------------- | --------------- | ----------------------------------------- | --------------- | ------------------------------------------ | ------------------- |
| VOLS (y compris RECELS)                                                             | 61 335          | 64,97 %                                   | 1 847 205       | 51,91 %                                    | 3,32 %              |
| Vols à main armée                                                                   | 30              | 0,03 %                                    | 6 107           | 0,17 %                                     | 0,49 %              |
| Autres vols avec violence (sans arme à feu)                                         | 7 000           | 7,41 %                                    | 100 526         | 2,83 %                                     | 6,96 %              |
| .....dont sans arme contre des femmes                                               | 3 565           | 3,78 %                                    | 41 363          | 1,16 %                                     | 8,62 %              |
| Cambriolages                                                                        | 9 435           | 9,99 %                                    | 298 173         | 8,38 %                                     | 3,16 %              |
| .....de résidences principales                                                      | 6 251           | 6,62 %                                    | 151 737         | 4,26 %                                     | 4,12 %              |
| .....De locaux industriels, commerciaux, financiers                                 | 1 385           | 1,47 %                                    | 70 280          | 1,98 %                                     | 1,97 %              |
| Vols d'automobiles et de véhicules de transport avec frêt                           | 4 922           | 5,21 %                                    | 131 455         | 3,69 %                                     | 3,74 %              |
| Vols de véhicules motorisés à deux roues                                            | 3 376           | 3,58 %                                    | 80 029          | 2,25 %                                     | 4,22 %              |
| Vols à la roulotte et d'accessoires sur véhicules immatriculés                      | 15 851          | 16,79 %                                   | 428 916         | 12,05 %                                    | 3,70 %              |
| Autres vols simples au préjudice de particuliers                                    | 16 742          | 17,73 %                                   | 581 600         | 16,34 %                                    | 2,88 %              |
| .....dont vols à la tire                                                            | 5 276           | 5,59 %                                    | 87 733          | 2,47 %                                     | 6,01 %              |
| .....dont autres vols au préjudice de particuliers dans des locaux ou lieux publics | 7 560           | 8,01 %                                    | 302 134         | 8,49 %                                     | 2,50 %              |
| .....dont autres vols au préjudice de particuliers dans des locaux ou lieux privés  | 3 906           | 4,14 %                                    | 191 733         | 5,39 %                                     | 2,04 %              |
| Autres vols simples (à l'étalage, chantiers, etc.)                                  | 2 675           | 2,83 %                                    | 169 499         | 4,76 %                                     | 1,58 %              |
| Recels                                                                              | 1 187           | 1,26 %                                    | 41 329          | 1,16 %                                     | 2,87 %              |
| ESCROQUERIES ET INFRACTIONS ÉCONOMIQUES ET FINANCIÈRES                              | 7 524           | 7,97 %                                    | 381 032         | 10,71 %                                    | 1,97 %              |
| Escroqueries et abus de confiance                                                   | 3 419           | 3,62 %                                    | 214 402         | 6,03 %                                     | 1,59 %              |
| Falsifications, usages de chèques volés                                             | 938             | 0,99 %                                    | 67 715          | 1,90 %                                     | 1,39 %              |
| Falsifications, usages de cartes de crédit                                          | 2 161           | 2,29 %                                    | 54 058          | 1,52 %                                     | 4,00 %              |
| Délinquance économique et financière                                                | 646             | 0,68 %                                    | 24 513          | 0,69 %                                     | 2,64 %              |
| CRIMES ET DÉLITS CONTRE LES PERSONNES                                               | 8 823           | 9,35 %                                    | 408 251         | 11,47 %                                    | 2,16 %              |
| Homicides et tentatives d'homicide                                                  | 16              | 0,02 %                                    | 1 899           | 0,05 %                                     | 0,84 %              |
| Coups et blessures volontaires                                                      | 4 210           | 4,46 %                                    | 188 119         | 5,29 %                                     | 2,24 %              |
| Menaces ou chantages                                                                | 2 464           | 2,61 %                                    | 79 238          | 2,23 %                                     | 3,11 %              |
| Atteintes aux mœurs                                                                 | 711             | 0,75 %                                    | 4 224           | 1,13 %                                     | 1,77 %              |
| .....dont viols                                                                     | 178             | 0,19 %                                    | 10 277          | 0,29 %                                     | 1,73 %              |
| .....dont harcèlements sexuels et autres agressions sexuelles                       | 249             | 0,26 %                                    | 13 754          | 0,39 %                                     | 1,81 %              |
| Infractions contre la famille et l'enfant                                           | 723             | 0,77 %                                    | 55 792          | 1,57 %                                     | 1,30 %              |
| .....dont violences, mauvais traitements et abandons d'enfant                       | 296             | 0,31 %                                    | 15 500          | 0,44 %                                     | 1,91 %              |
| .....dont délits au sujet de la garde des mineurs                                   | 238             | 0,25 %                                    | 25 939          | 0,73 %                                     | 0,92 %              |
| .....dont non versement de pension alimentaire                                      | 189             | 0,20 %                                    | 14 353          | 0,40 %                                     | 1,32 %              |
| AUTRES INFRACTIONS (dont stupéfiants)                                               | 16 727          | 17,72 %                                   | 921 841         | 25,91 %                                    | 1,81 %              |
| Infractions à la législation sur les stupéfiants                                    | 3 683           | 3,90 %                                    | 177 964         | 5,00 %                                     | 2,07 %              |
| .....dont Trafic / revente sans usage                                               | 186             | 0,20 %                                    | 6 128           | 0,17 %                                     | 3,04 %              |
| .....dont simple usage de stupéfiants                                               | 3 262           | 3,46 %                                    | 139 483         | 3,92 %                                     | 2,34 %              |
| Délits à la police des étrangers                                                    | 36              | 0,04 %                                    | 100 402         | 2,82 %                                     | 0,04 %              |
| Destructions et dégradations de biens                                               | 8 363           | 8,86 %                                    | 437 622         | 12,30 %                                    | 1,91 %              |
| .....dont incendies volontaires                                                     | 856             | 0,91 %                                    | 41 085          | 1,15 %                                     | 2,08 %              |
| .....dont destructions et dégradations de véhicules privés                          | 3 608           | 3,82 %                                    | 208 276         | 5,85 %                                     | 1,73 %              |
| .....dont autres destructions et dégradations de biens privés                       | 3 482           | 3,69 %                                    | 143 216         | 4,02 %                                     | 2,43 %              |
| Délits divers                                                                       | 4 645           | 4,92 %                                    | 205 853         | 5,79 %                                     | 2,26 %              |
| .....dont port et détention d'armes prohibées                                       | 881             | 0,93 %                                    | 30 413          | 0,85 %                                     | 2,90 %              |
| .....dont outrages à dépositaires de l'autorité                                     | 717             | 0,76 %                                    | 31 726          | 0,89 %                                     | 2,26 %              |
| .....dont violences à dépositaires de l'autorité                                    | 741             | 0,78 %                                    | 26 177          | 0,74 %                                     | 2,83 %              |
| .....Autres délits divers                                                           | 2 167           | 2,30 %                                    | 93 893          | 2,64 %                                     | 2,31 %              |
| TOTAL FAITS DE DÉLINQUANCE                                                          | 94 409          | 100,00 %                                  | 3 558 329       | 100,00 %                                   | 2,65 %              |
| TOTAL POPULATION PRISE EN COMPTE                                                    | 827 840         |                                           | 61 875 000      |                                            | 1,34 %              |
| FAITS DE DÉLINQUANCE pour 1000 habitants                                            | 114,04          |                                           | 57,51           |                                            |                     |